# Villarbasse
Villarbasse – miejscowość i gmina we Włoszech, w regionie Piemont, w prowincji Turyn.
Według danych na rok 2004 gminę zamieszkiwało 2814 osób, 281,4 os./km².